# Thiruvarur
Thiruvarur (tamil: திருவாரூர்) är en stad i den indiska delstaten Tamil Nadu, och är huvudort för ett distrikt med samma namn. Folkmängden uppgick till 58 301 invånare vid folkräkningen 2011.